# Цоци
«Цоци» (англ. Tsotsi) — южноафриканский фильм 2005 года сценариста и режиссёра Гэвина Худа. Картина стала обладателем премии «Оскар» 2005 года в номинации «Лучший фильм на иностранном языке».
Фильм является экранизацией одноимённой книги Атола Фугарда.
По всему миру кассовые сборы фильма составили 9 879 971 $.

## Сюжет
Соуэто — бедный пригород Йоханнесбурга, единственная цель обитателей которого — выжить любой ценой. Цоци (юный безжалостный главарь уличной банды) и трое его друзей зарабатывают на жизнь мелкими грабежами (слово «цоци» означает «вор» на южноафриканском креольском языке цоциталь). Угнав автомобиль после пьяной вечеринки, он обнаруживает себя один на один со случайно оказавшимся на заднем сидении младенцем. Цоци в растерянности — у него ребёнок, его разыскивает полиция, и между друзьями после происшествия уже нет былой сплочённости. С этого времени у него начинается внутренняя борьба между жестокостью и любовью.

## В ролях
| Актёр            | Роль         |
| ---------------- | ------------ |
| Пресли Чвенайдаэ | Дэвид / Цоци |
| Мотуси Магано    | Бостон       |
| Перси Матсемела  | сержант Зума |
| Джерри Мофокенг  | Моррис       |
| Йен Робертс      | капитан Смит |

## Награды и номинации
Награды
- Премия «Оскар»
  - 2005 — Лучший фильм на иностранном языке

Номинации
- Премия BAFTA
  - 2005 — Лучший фильм на иностранном языке
  - 2005 — Премия имени Карла Формана самому многообещающему новичку (Питер Фудаковски)
- Премия «Золотой глобус»
  - 2005 — Лучший фильм на иностранном языке